# Bou Zedjar
Bou Zedjar là một đô thị thuộc tỉnh Aïn Témouchent, Algérie. Dân số thời điểm năm 2002 là 4.251 người.